# Fischerspinnen
Die Familie der Fischerspinnen oder Langbeinigen Wasserspinnen (Trechaleidae) zählt zur Überfamilie der Lycosoidea innerhalb der Ordnung der Webspinnen. Die Arten der Familie sind fast ausnahmslos in den Tropen Amerikas vertreten. Die deutschsprachigen Trivialnamen rühren von der amphibischen Biologie sowie der langbeinigen Gestalt der Spinnen.
Die allgemein wanderfreudigen Fischerspinnen sind überwiegend nachtaktiv und bewohnen überwiegend die Nähe von Gewässern und können sich sowohl auf der Wasseroberfläche fortbewegen als auch unter Wasser tauchen. Mit Ausnahme der Vertreter der Gattung Cupiennius sind alle Arten dieser Familie nomadisch. Fischerspinnen erlegen Beutetiere als freilaufende Lauerjäger. Dabei ist ihnen das Jagen auch auf und unter Wasser möglich.
Fischerspinnen weisen wie für Spinnen der Überfamilie der Lycosoidea üblich ein ausgeprägtes Balzverhalten auf, ehe die Paarung erfolgt. Bei einigen Fischerspinnen besteht die Balz, ähnlich wie etwa bei einigen Raubspinnen (Pisauridae), aus einem „Brautgeschenk“ des Männchens in Form eines von diesem erlegten Beutetieres. Das Weibchen trägt dann einige Zeit nach der Paarung, wie ebenfalls für diese Überfamilie typisch, seinen Eikokon mit sich rum. Eine ausgeprägte Brutpflege findet bei den Arten der Fischerspinnen jedoch nicht statt.

## Merkmale
Bei den Arten der Fischerspinnen handelt es sich um kleine bis große Echte Webspinnen (Araneamorphae) mit einer Körperlänge von mindestens 3,5 Millimetern. Die größte Art der Familie ist die Große Wanderspinne (Cupiennius salei) mit einer maximalen Körperlänge von 45 Millimetern als Weibchen. Typisch für Fischerspinnen ist die langbeinige Gestalt. Die Färbung der Spinnen fällt innerhalb der Familie recht unterschiedlich aus und kann von blassgelb bis zu mittelbraun reichen.
Der Carapax (Rückenschild des Prosomas, bzw. Vorderkörpers) der Fischerspinnen ist so breit wie lang und außerdem eher flach gebaut. Die Fovea (Apodem) ist stark ausgeprägt und der Clypeus (Abschnitt zwischen dem anterioren Augenpaar und dem Rand des Carapax) bei den verschiedenen Taxa sehr variabel. Fischerspinnen besitzen wie die meisten Spinnen acht Augen, die je zu viert in zwei Reihen angeordnet sind. Davon verläuft die posteriore (hintere) rekurv (nach hinten gebogen), während die anteriore (vordere) und kleinere Reihe gerade verläuft. Die Cheliceren (Kieferklauen) sind vertikal angelegt. Sie besitzen je eine laterale (seitliche) Condyle (Ausstülpung an der Basis der Cheliceren) und bei einigen Arten eine seitliche Rille. Promarginal (vorne seitlich) befinden sich an den Cheliceren je drei Zähne und retromarginal (hinten seitlich) drei bis fünf. Die Maxillae (umgewandelte Coxen der Pedipalpen) sind länger als breit und parallel zueinander angeordnet. Sie weisen Serrulae (Putzkämme) auf. Das Labium (sklerotisierte, bzw. verhärtete Platte zwischen den Maxillae und vor dem Sternum) ist bei den Arten der Familie sehr variabel aufgebaut. Das schildförmige Sternum ist länger als breit und erscheint vorne abgestumpft, während es hinten stark zugespitzt ist.
Die Beinformel (Nummerierung vom längsten bis zum kürzesten Beinpaar) der Fischerspinnen variiert bei den verschiedenen Taxa, allerdings ist das dritte Beinpaar immer das kürzeste. Die Coxen (Hüftglieder) sind gekerbt. Die Femora (Schenkel) haben pro- (vorne seitlich) und retrolateral (hinten seitlich) immer Zähnungen, deren Anzahl auf beiden Seiten maximal fünf beträgt. Die Tibien (Schienen) verfügen proximal (zur Mitte gelegen) über eine Anhäufung aus Trichobothria (Tastsetae). Die Tarsen (Fußglieder) besitzen distal (von der Körpermitte entfernt) ein weiteres Segment. Außerdem weisen die Tarsen Stacheln und je drei gezahnte Klauen sowie jeweils zwei Reihen aus Trichobothria auf. Eine weitere Reihe aus Trichobothria befindet sich je an den Metatarsi (Fersengliedern). Fischerspinnen verfügen ferner über recht bewegliche Tarsen, die den Spinnen ähnlich wie bei den Riesenkrabbenspinnen (Sparassidae) sowohl eine schnelle und flexible Fortbewegung als auch ein gutes Anhaften an Oberflächen ermöglichen. Dabei werden ebenfalls wie bei den Riesenkrabbenspinnen die Beine der Fischerspinnen in Ruhehaltung latigrad (monoton zur Seite gerichtet) angelegt. Wie manche Jagdspinnen, etwa die Gerandete Jagdspinne (Dolomedes fimbriatus) können sich auch die Fischerspinnen dank ihrer dichten Behaarung auf der Wasseroberfläche bewegen und auch untertauchen. Die Pedipalpen (umgewandelte Extremitäten im Kopfbereich) weiblicher Fischerspinnen weisen jeweils eine gezahnte Klaue auf.
Das Opisthosoma (Hinterleib) ist oval und flach, während es ventral (unterhalb) abgeflacht erscheint. Auf ihm sind eher wenig Setae (chitinisierter Haare) befindlich. Dabei haben viele Fischerspinnen einen aus Setae geformten Fleck nahe der Spinnwarzen. Fischerspinnen besitzen am Opisthosoma ein paar Buchlungen. Die Stigmen (Atemöffnungen) befinden sich unmittelbar vor den Spinnwarzen. Deren Anzahl beträgt wie bei den meisten Spinnen sechs. Bei den Fischerspinnen sind die Spinnwarzen gut entwickelt. Der Colulus (vermutlich funktionsloser Hügel und Rest des einstigen sog. Cribellums) ist bei ihnen nicht geteilt.

## Verbreitung und Lebensräume

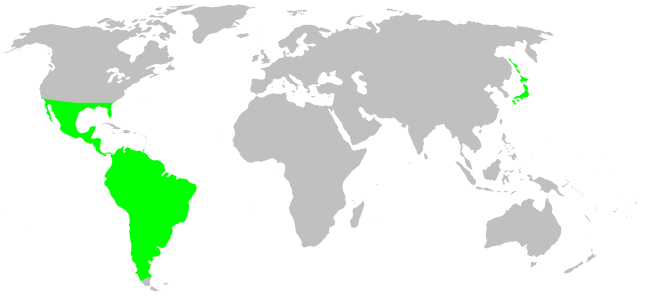
Verbreitungskarte der Fischerspinnen

Die Familie der Fischerspinnen ist nahezu ausschließlich auf dem amerikanischen Doppelkontinent vertreten. Dort erstreckt es sich von Nordamerika bis in den Süden Argentiniens. In Nordamerika und dort in den US-Staaten Arizona & New Mexico ist nur die Art Trechalea gertschi anzutreffen. Die einzige außerhalb Amerikas vorkommende Fischerspinne ist die in Japan endemische Art Shinobius orientalis. Insgesamt bilden die amerikanischen Tropen den Verbreitungsschwerpunkt der Familie. Als gängiges Habitat (Lebensraum) von Fischerspinnen gelten vor allem Gewässer aus Süßwasser. Viele Arten der Familie halten sich dabei gerne bei Fließgewässern auf. Einige andere aber sind überwiegend fernab von Gewässern in der Vegetation zu finden.

## Biologie

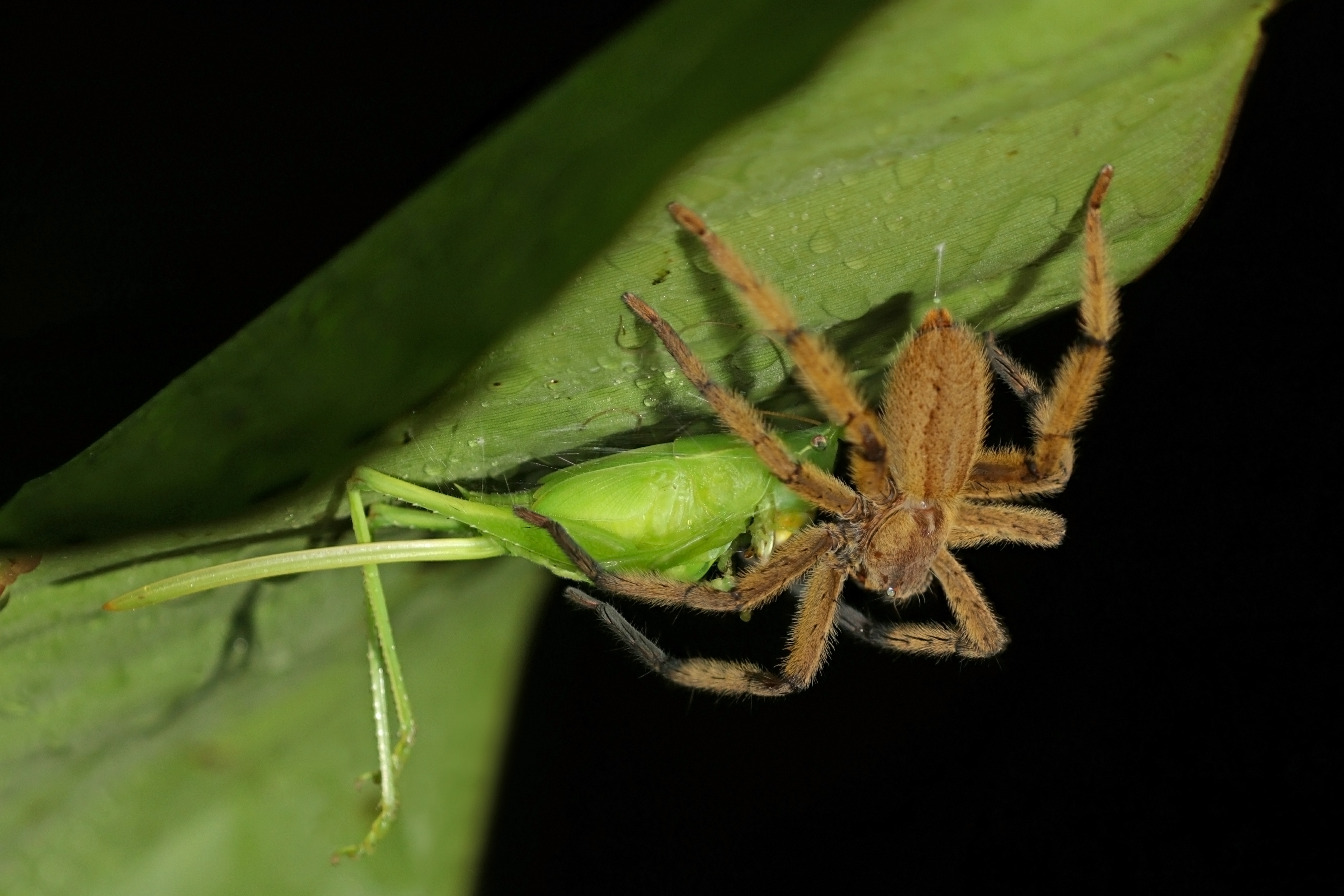
Cupiennius getazi mit erbeuteter Laubheuschrecke

Bei den Arten der Familie handelt es sich um überwiegend nachtaktive Lauerjäger, die wie die meisten der Überfamilie angehörigen Arten ohne Fangnetz jagen und auch kein Wohngespinst anfertigen. In das Beutespektrum gehören aufgrund der Größe der Spinnen neben anderen Gliederfüßern auch kleinere Wirbeltiere, darunter kleinere Reptilien, Frösche und aufgrund der Tauchfähigkeit auch kleine Fische. Fischerspinnen können sich sowohl an Land als auch in Gewässern aufhalten, wo sie entweder auf der Oberfläche schwimmen oder unter Wasser tauchen. Dabei werden die Vegetation der Gewässer oder andere Elemente, etwa Steine, gerne als Halt genutzt.

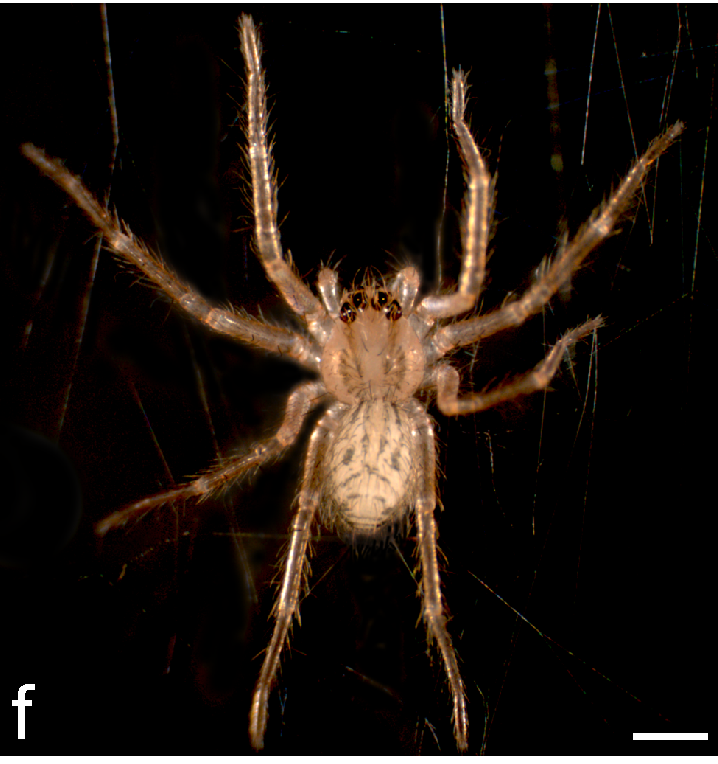
Jungtier der Großen Wanderspinne (Cupiennius getazi) in der zweiten Fresshaut

Ähnlich wie bei einigen Jagdspinnen, etwa der Listspinne (Pisaura mirabilis), werben auch die Männchen einiger Arten der Fischerspinnen um Weibchen mit Brautgeschenken in Form von eingesponnenen Beutetieren. In diesem Falle erfolgt die Paarung während das Weibchen mit der Nahrungsaufnahme des geschenkten Beutetieres beschäftigt ist. Bei anderen Arten erfolgt die Annäherung über ein Balzverhalten. Bei allen Arten trägt das Weibchen wie bei Wolfspinnen (Lycosidae) den Eikokon angeheftet an den Spinnwarzen. Allerdings wird anders als bei diesen der Kokon zuvor vom Weibchen mithilfe der Cheliceren etwas geöffnet, um den Jungtieren ein Verlassen des Kokons zu ermöglichen. Sie werden in ein vom Weibchen gefertigtes „Sicherheitsnetz“ gelegt, wo sich die Jungspinnen einige Zeit aufhalten, ehe sie sich verselbstständigen. Das Weibchen übernimmt hier keine Brutpflege.

## Systematik
Die Familie der Fischerspinnen wurde von Eugène Simon 1890 erstbeschrieben und unterlag seitdem mehreren Veränderungen, da in der Vergangenheit Arten aus der Familie sowohl ausgegliedert als auch in diese neu einbezogen wurden. So wurde etwa die anfangs zu dieser Familie zählende Gattung Sisenna 1898 von Simon in die Familie der Raubspinnen gestellt und die zuvor zur Familie der Kammspinnen zählende Gattung Cupiennius 2019 von Luis Norberto Piacentini und Martín Javier Ramírez der Familie der Fischerspinnen angegliedert. Heute umfasst die Familie 140 beschriebene Arten in 16 Gattungen.
- Amapalea Silva & Lise, 2006
- Barrisca Chamberlin & Ivie, 1936
- Caricelea Silva & Lise, 2007
- Cupiennius Simon, 1891
  - Große Wanderspinne (Cupiennius salei (Keyserling, 1877))
  - Cupiennius getazi Simon, 1891
  - Cupiennius coccineus F. O. Pickard-Cambridge, 1901
- Dossenus Simon, 1898
- Dyrines Simon, 1903
- Enna O. Pickard-Cambridge, 1897
- Heidrunea Brescovit & Höfer, 1994
- Hesydrus Simon, 1898
- Neoctenus Simon, 1897
- Paradossenus F. O. Pickard-Cambridge, 1903
- Paratrechalea Carico, 2005
- Rhoicinus Simon, 1898
- Shinobius Yaginuma, 1991
- Syntrechalea F. O. Pickard-Cambridge, 1902
- Trechalea Thorell, 1869